# Through Clarity
Albums de Coldrain
Nothing Lasts Forever
(2010) Until the End
(2014)
Through Clarity est le deuxième EP du groupe de rock japonais Coldrain. C'est leur premier album enregistré à l'étranger, aux États-Unis. Le morceau "No Escape", a été utilisé dans la bande-annonce officielle du jeu vidéo : Resident Evil: Operation Raccoon City,.

## Liste des titres
Toutes les paroles sont écrites par Masato.
| No | Titre           | Musique        | Durée |
| -- | --------------- | -------------- | ----- |
| 1. | No Escape       | Masato & Y.K.C | 3:08  |
| 2. | Persona         | Masato         | 3:21  |
| 3. | The Future      | Masato, Sugi   | 3:30  |
| 4. | Six Feet Under  | Masato & Y.K.C | 3:39  |
| 5. | Never Look Away | Masato & Y.K.C | 3:41  |
| 6. | Inside of Me    | Masato, Sugi   | 4:06  |